# Instrument de scris
Instrumentele de scris sunt dispozitive folosite de-a lungul istoriei pentru scrierea pe diferite suprafețe. Ele pot fi, de asemenea, folosite pentru desen.

## Tipuri

### Pana
Pana a fost folosită de la începutul evului mediu timpuriu până în secolul al XIX-lea ca instrument de scris. Erau folosite pene de păsări mari, precum cele de gâscă, curcan sau de lebădă, care erau crestate la capăt și introduse într-un recipient cu cerneală.

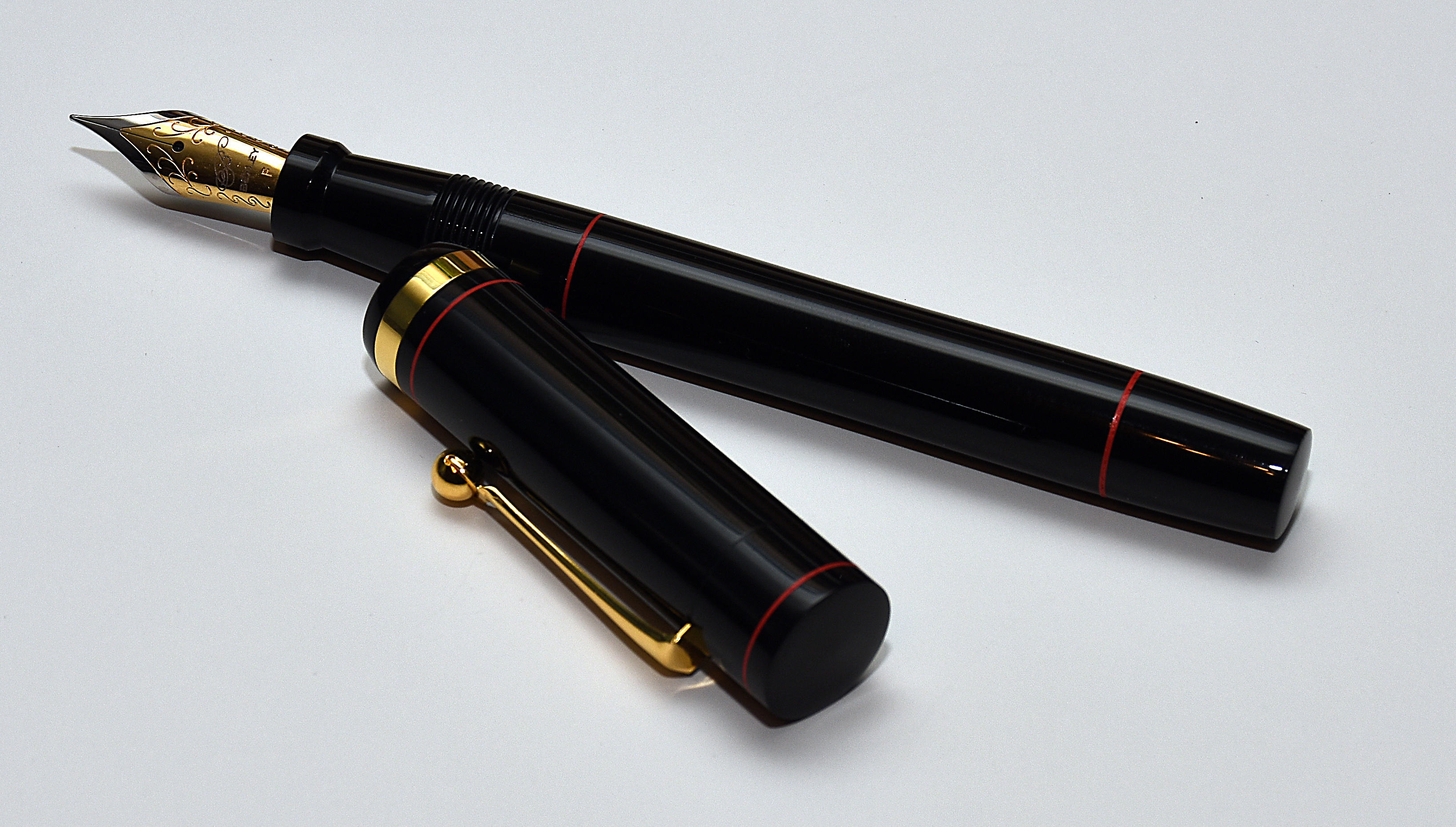
Stilou

### Kalam
Kalamul (în arabă "قلم", transliterat: "qalam") este un instrument de scris făcut din tulpină de trestie care se folosește în caligrafie pentru limbile care otilizează scrierea arabă.
Tocul (tocul de scris) este un instrument de scris confecționat din diferite materiale, precum lemn, os sau metal, de formă lunguiață, la capătul căruia este atașată o peniță.

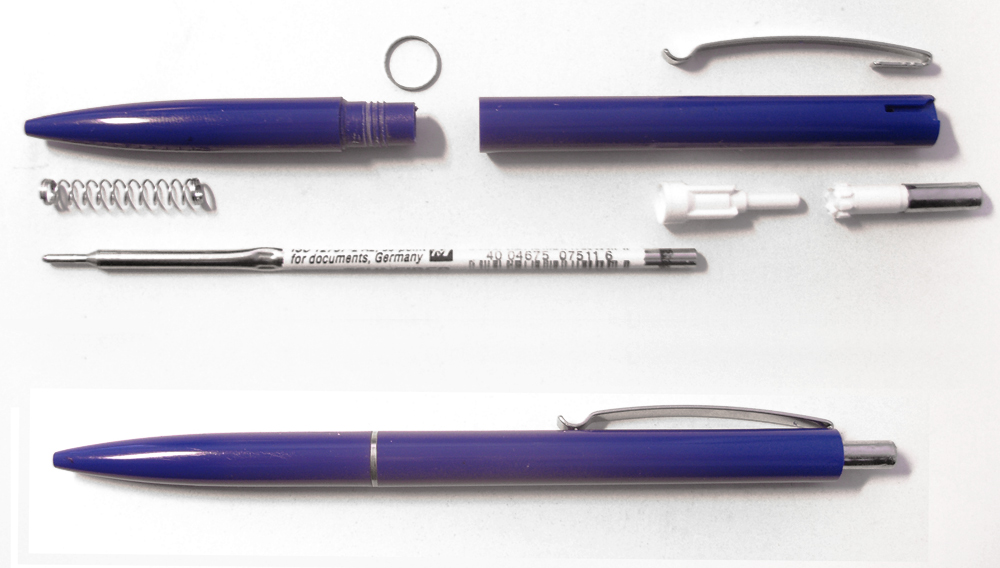
Pix

### Stilou
Stiloul este un instrument de scris confecționat din diferite materiale, asemănător unui toc, prevăzut cu un rezervor de cerneală care alimentează automat penița atașată la capătul lui și care aplică cerneala pe o suprafață.

### Pix

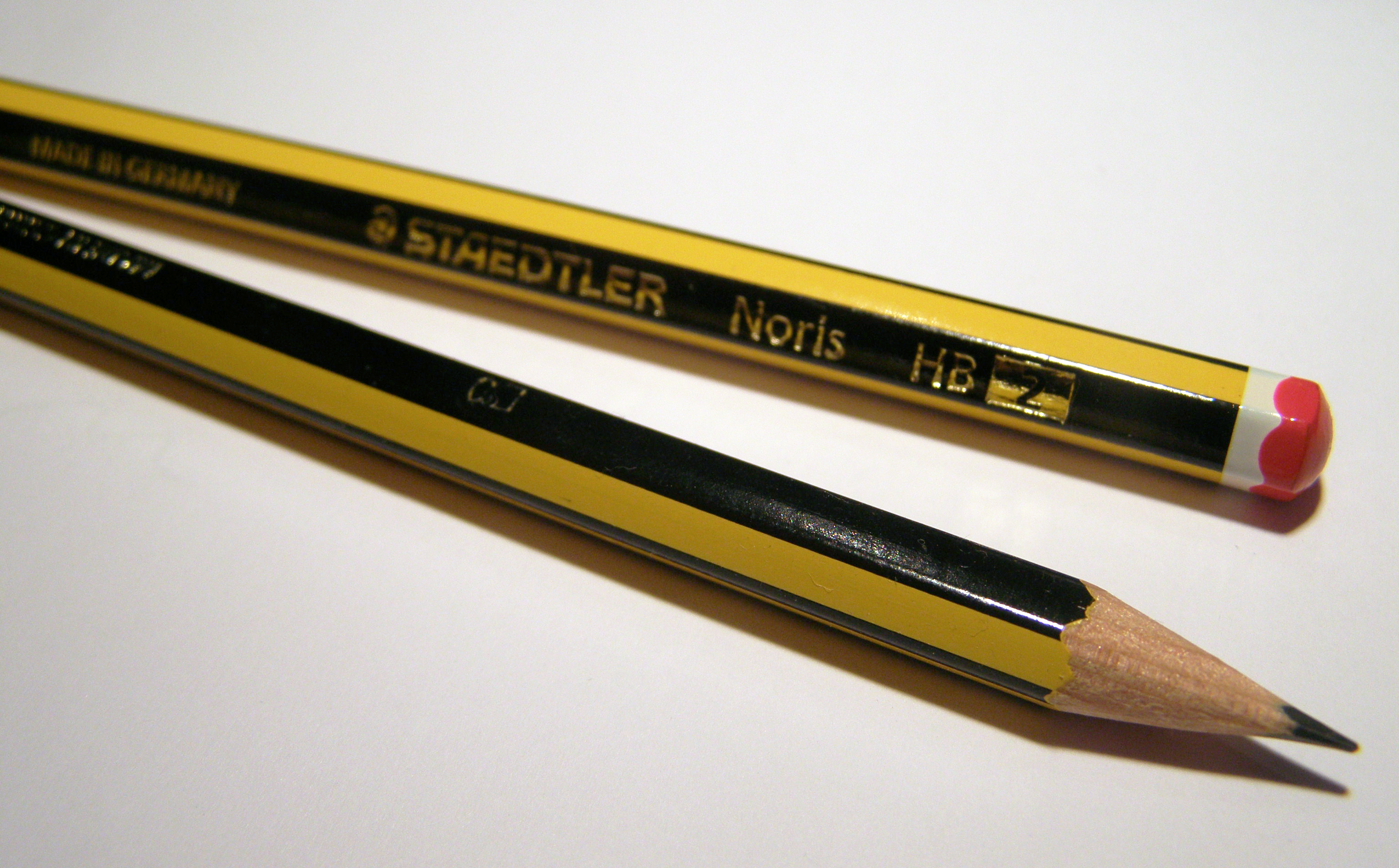
Creioane

Pixul este un instrument de scris confecționat din diferite materiale prevăzut cu un rezervor tubular, detașabil și umplut cu cerneală, cu bilă în vârf acționat de un dispozitiv mecanic care aplică cerneală vâscoasă, ce conține 25-40 % colorant, pe o suprafață.

### Creion
Creionul este un instrument de scris constituit dintr-o mină protejată de un înveliș de lemn, plastic, hârtie sau metal de formă hexagonală, octogonală, cilindrică sau triunghiulară în secțiune, lipit permanent de mină. Majoritatea creioanelor au o mină alcătuită dintr-un amestec de grafit și argilă.

### Creion colorat
Creionul colorat este un instrument de scris și de desenat, constituit dintr-o mină pe bază de ceară sau ulei care conține proporții diferite de pigmenți, aditivi și agenți de legare.

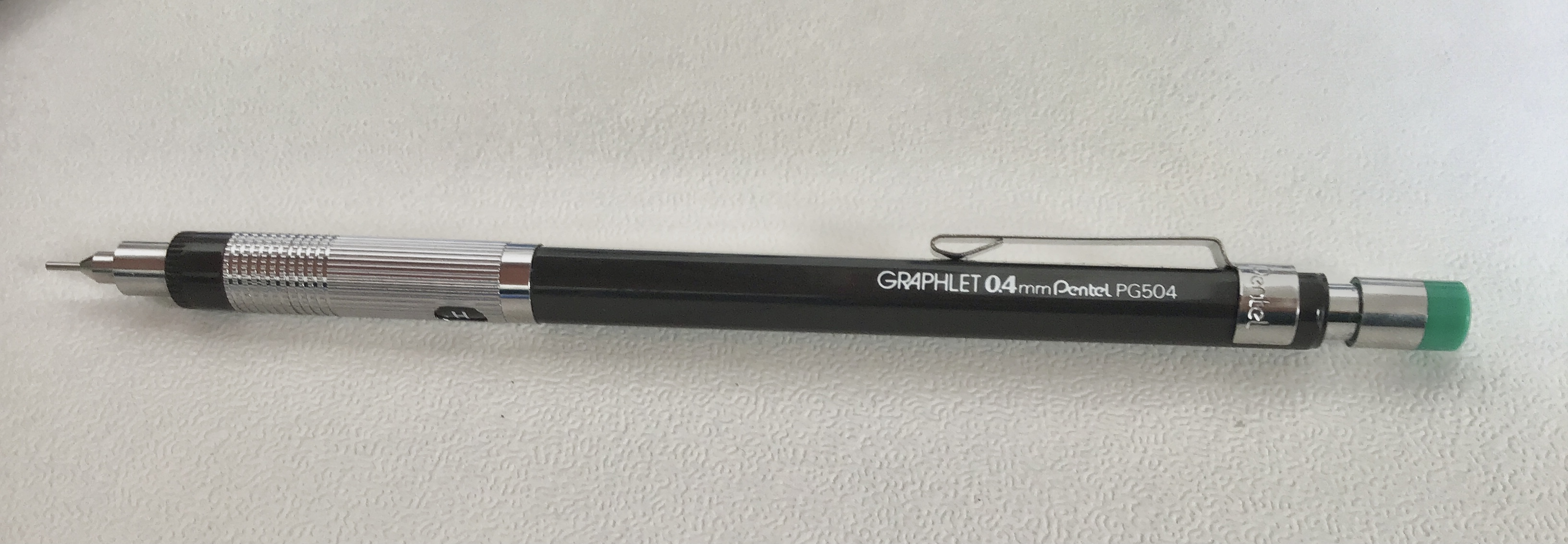
Creion mecanic

### Creion mecanic
Creionul mecanic este un instrument de scris și de desenat care folosește un dispozitiv mecanic încorporat pentru a împinge sau retrage mina, de obicei grafit, prin capătul inferior. Minele creioanelor mecanice sunt realizate dintr-un amestec de grafit și argilă sau din grafit și polimeri.

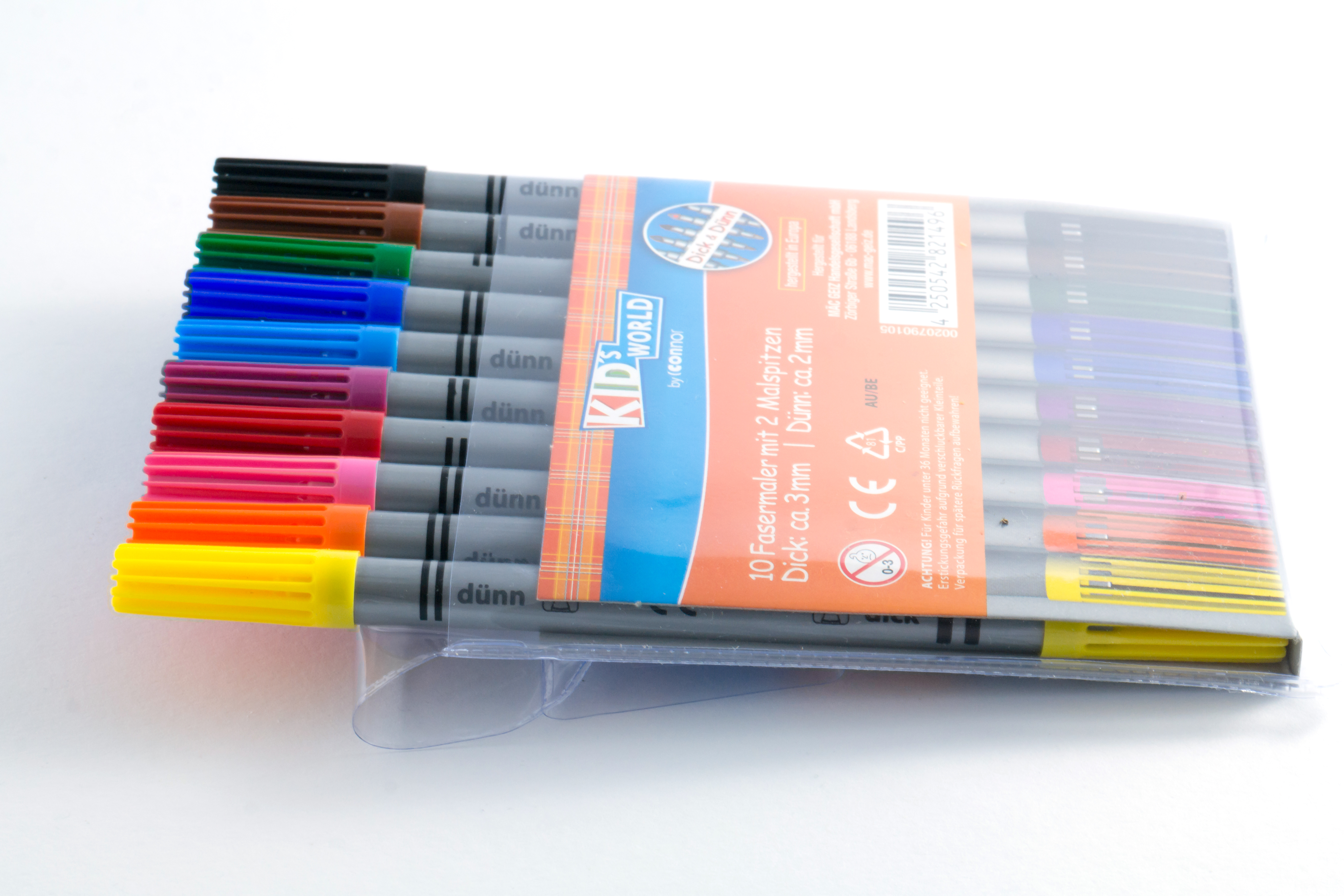
Carioci

### Carioca
Carioca este un instrument de scris sau de desenat care conține cerneală și are vârful din pâslă sau din fibre sintetice.

### Evidențiatorul
Evidentiațorul (markerul) este un instrument de scris care conține cerneală și are vârful din pâslă sau din fibre sintetice, folosit în special pentru sublinierea de pasaje în texte.